# Streptocara crassicauda
Streptocara crassicauda (Syn. Spiroptera crassicauda, Agamospirura tessellati, Spiroptera pectinifera, Streptocara indica, Streptocara pectinifera) ist ein weltweit bei Vögeln, vor allem bei Wasservögeln, parasitisch vorkommender Fadenwurm. Er besiedelt Speiseröhre und Muskelmagen. Zwischenwirte sind Bachflohkrebse, vor allem der Gattung Gammarus. Männchen sind bis zu 5 mm, Weibchen bis zu 10 mm lang. Der Parasit kann eine ulzerative Entzündung des Muskelmagens hervorrufen, die tödlich verlaufen kann.
Das Vorderende trägt zwei dreieckige Pseudolippen. Die Zervikalflügel reichen bis zur Mitte der Bukkalhöhle und tragen an ihrem Hinterrand etwa 80 kleine Zähnchen. Die Deiriden (mechanosensorische Papillen am Hals) sind 1,5 bis 1,7 mal so breit wie lang und besitzen 5 bis 8 Grübchen. Die Postdeiriden haben einen Durchmesser von 2 µm. Die Mundhöhle ist kurz, der Schlundring deutlich, hinter letzterem liegt der Exkretionsporus. Der hintere Teil des muskulösen Ösophagus hat einen etwa den gleichen Durchmesser wie der vordere, drüsenhaltige Ösophagus.